# Windusakti
Windusakti is een bestuurslaag in het regentschap Brebes van de provincie Midden-Java, Indonesië. Windusakti telt 495 inwoners (volkstelling 2010).